# Scaphoideus albomaculatus
Scaphoideus albomaculatus är en insektsart som beskrevs av Li 1990. Scaphoideus albomaculatus ingår i släktet Scaphoideus och familjen dvärgstritar. Inga underarter finns listade i Catalogue of Life.